# Chlorophytina
Sous-division
Les Chlorophytina sont une sous-division d'algues vertes de la division des Chlorophyta.

## Description
Ce sont des algues vertes chlorophylliennes à cytokinèse sans phragmoplaste, à structure multicouche et sans racines ciliaires, sauf chez Mesostigma, Pterosperma et Halosphaerasine phragmoplastis.

## Systématique
Ce taxon a été proposé en 1998 par le taxinomiste britannique Thomas Cavalier-Smith, lui incluant les infra-divisions des †Prasinophytae et des Tetraphytae.

## Liste des classes
Selon l'AlgaeBase (14 avril 2024) :
- Chlorodendrophyceae Massjuk, 2006
- Chlorophyceae Wille, 1884
- Pedinophyceae Moestrup, 1991
- Trebouxiophyceae Friedl, 1995
- Ulvophyceae K.R.Mattox & K.D.Stewart, 1984